# Чеботовка
Чебото́вка — хутор в Тарасовском районе Ростовской области.
Входит в состав Зеленовского сельского поселения.

## Население
| 2010 | 2011 |
| ---- | ---- |
| 267  | ↗280 |

## Улицы
| - ул. Восточная, - ул. Дорожная, - ул. Западная, | - ул. Речная, - ул. Садовая, - ул. Центральная. |

## Археология
Рядом с Чеботовкой находится памятник археологии:
- Курганная группа «Лашенский» (3 кургана) — в 2,0 км к северо-западу от хутора.

## Известные уроженцы
- Маликов, Юрий Фёдорович (род. 1943) — советский и российский музыкант, основатель и руководитель ВИА «Самоцветы». Народный артист России.
- Сафонова, Серафима Карповна (1922—2006) — советский работник народного образования, Герой Социалистического Труда.